# Orange Crate Art
《Orange Crate Art》는 1995년 워너 브라더스 레코드에서 발매된 브라이언 윌슨과 반 다이크 파크스의 첫 번째 협업 스튜디오 음반이다. 이 음반은 대부분 파크스가 작사, 작곡, 편곡한 곡들로 구성되어 있으며 윌슨이 리드 보컬과 백 보컬로 참여했다. 제목은 나무 과일 상자를 우아하게 장식한 햇빛에 흠뻑 젖은 이상화된 그림들을 가리키며, 그것의 주제는 캘리포니아의 역사를 향수를 불러일으키는 조망이다.

## 배경
1992년 파크스는 음반을 함께 녹음하자는 초대와 함께 당시 비밀주의자였던 윌슨에게 접근했다. 윌슨은 수년간 약물 과다와 심각한 부정행위의 결과로 나온 그의 정신과 의사로부터 법원이 명령한 제거와 금지 명령의 중간에 있었다. 파크스에 따르면, "제가 그에게 부탁한 이유는 이 끝나지 않은 일을 처리하고, 우리 자신의 노력을 포기한 역사의식의 횡포로부터 벗어나기 위해서였습니다." 나중에 "내가 그를 발견했을 때, 그는 혼자 방에 있었고 텔레비전을 보고 있었는데 꺼졌어요."
윌슨은 파크스에게 "잠깐만, 내가 왜 여기 있지?" 파크스는 통화 버튼을 누르고 "내가 내 목소리를 참을 수 없어서 네가 여기 있는 거야!"라고 대답했다. 윌슨은 잠시 멈춰 서서 고개를 끄덕이고 마이크에 올라서 "음, 말이 되네! 좋아, 하나 가져가!"
완전한 콜라보레이션으로 선전되고 기대되지만, 이 음반은 파크스의 작곡에 전념하고 있으며, 그의 전형적인 조밀한 말장난과 오케스트레이션이 특징이다. 윌슨은 보컬과 보컬 편곡만을 담당한다. 파크스는 또한 윌슨이 그의 초청에도 불구하고 프로젝트에 어떤 음악도 기여하기를 거부했다고 보고했다. 그럼에도 불구하고, 그는 파크스를 위해 음반을 녹음하는 데 열정을 쏟았고, 10년 후에 자신이 "살 수 있는" 무언가를 만들기로 결심했다.

## 반응
| 전문가 평가                   | 전문가 평가 |
| 평가 점수                     | 평가 점수   |
| 출처                          | 점수        |
| ----------------------------- | ----------- |
| AllMusic                      | [ 4 ]       |
| Christgau's Consumer Guide    | [ 5 ]       |
| Entertainment Weekly          | A–          |
| MusicHound                    | 3/5         |
| Orlando Sentinel              | [ 8 ]       |
| The Rolling Stone Album Guide | [ 9 ]       |

아티스트들의 역사를 감안할 때, 이 음반은 높은 기대를 가지고 나왔지만, 발매와 동시에 엇갈린 평을 받았고, 차트에도 실패하면서 판매 부진을 면치 못했다. 올뮤직의 스티븐 토마스 얼와인은 "반 다이크 파크스의 접근법은 본능이 아니라 지적인 것이고, 이것은 그의 작곡이 지나치게 고되고 혹사당했다는 것을 의미합니다. 그의 멜로디를 귀에 잘 들어오게 만드는 대신, 파크스는 멜로디가 복잡하다는 것을 확실히 하는데, 이것은 멜로디가 거의 기억에 남지 않는다는 것을 의미합니다. 비슷하게, 그의 가사는 조밀하고 시적인 이미지와 은유로 가득 차 있지만, 그것들은 팝 음반치고는 완전히 너무 똑똑합니다. 한편, 《Orange Crate Art》는 팝 음반이 아니라 자의식적인 예술 작품입니다."
파크스는 음반의 반응에 대해 "3년이 걸렸고 35만 달러가 들었고, 음반이 나와 흔적도 없이 가라앉았다"고 말했다.

## 곡 목록
모든 곡들은 특별한 언급이 없는 한 반 다이크 파크스에 의해 작사/작곡하였다.
| #   | 제목                              | 작사·작곡                 | 재생 시간 |
| --- | --------------------------------- | ------------------------- | --------- |
| 1.  | 〈Orange Crate Art〉              |                           | 3:00      |
| 2.  | 〈Sail Away〉                     |                           | 5:15      |
| 3.  | 〈My Hobo Heart〉                 | 마이클 헤이즐우드, 파크스 | 3:16      |
| 4.  | 〈Wings of a Dove〉               |                           | 3:07      |
| 5.  | 〈Palm Tree and Moon〉            |                           | 4:07      |
| 6.  | 〈Summer in Monterey〉            | 헤이즐우드, 파크스        | 4:14      |
| 7.  | 〈San Francisco〉                 |                           | 4:28      |
| 8.  | 〈Hold Back Time〉                |                           | 3:39      |
| 9.  | 〈My Jeanine〉                    |                           | 3:13      |
| 10. | 〈Movies Is Magic〉               |                           | 3:54      |
| 11. | 〈This Town Goes Down at Sunset〉 | 헤이즐우드                | 3:21      |
| 12. | 〈Lullaby〉                       | 조지 거슈윈               | 6:06      |